# Funding loan
Em 1898 e 1914 ocorreram renegociações da dívida externa (funding loans), que evitaram moratórias e permitiram a retomada do endividamento externo no médio prazo.
Em 1931, ocorreu um novo empréstimo de consolidação, que deu início a uma longa negociação que durou até o acordo permanente da dívida externa de 1943, que, finalmente, que permitiu a retomada do endividamento externo no médio prazo.

## 1898
Foi uma medida econômica tomada pelo quarto presidente republicano brasileiro, Campos Sales e seu ministro da fazenda, Joaquim Murtinho, em 1898. Sales fez uma viagem para a Inglaterra, a fim de estabelecer conversações com os bancos credores e tentar negociar uma saída para a questão da dívida interna causada pela politica do encilhamento.

### Antecedentes
Nos últimos anos do Século XIX, a economia brasileira enfrentou fortes dificuldades em seu balanço de pagamentos.
Caiu o saldo da balança comercial, aumentou o serviço da dívida e diminuiu a entrada de novos empréstimos.
Nesse cenário ocorreu uma grande desvalorização da moeda:
- Em 1889, mil réis valiam cerca de 27 pences;
- Em 1898, mil réis valiam cerca de 7 pences;

Esse cenário, havia um grande risco de moratória.
Campos Salles, durante a sua campanha tinha se comprometido a sanear as finanças públicas.
A solução do funding loan foi inspirada em acordo semelhante feito pela Argentina e seus credores em 1891.

### Características
Consistiu da emissão gradual de títulos no valor de de 8,6 milhões libras esterlinas para evitar a suspensão do pagamento dos juros dos empréstimos externos federais, do empréstimo interno em ouro de 1879 e de todas as garantias ferroviárias. Esse valor seria suficiente para o pagamento dos juros da dívida externa brasileira nos três anos seguintes.
Além disso, foram suspensas as amortizações de todas as dívidas incluídas na transação (inclusive as provenientes dos novos títulos) por um período de 13 anos.
Os novos títulos foram emitidos com taxas de juros de 5% e amortização em cinquenta anos, a ser iniciada em 1911.
Como contraprestação, o governo se obrigou a diminuir o dinheiro em circulação, aumentar os impostos e cortar gastos públicos (ajuste fiscal).
Compromisso de sanear a moeda brasileira, isto é, combate à inflação, com o objetivo de estabilizar a economia do país.
Na prática, era uma medida para folgar as finanças federais e garantir, através de um novo empréstimo, o pagamento dos juros e do montante de empréstimos anteriores. 
Após o primeiro funding loan, muitos bancos nacionais faliram e a posição dos estrangeiros ficou mais forte. O maior banco inglês no Brasil, o London and Brazilian Bank, tinha muito mais recursos do que o Banco do Brasil. Ainda em 1929, os estabelecimentos bancários estrangeiros eram responsáveis por metade das transações..

## 1914
Nos primeiros 13 anos do século XX, a dívida externa cresceu de 43,9 para 166 milhões de libras esterlinas.
A partir de 1912, ocorreu uma queda dos preços do café e da borracha, que começava a sentir os efeitos da produção asiática, que geraram problemas com a balança de pagamentos.
A piora da situação política na Europa, criou dificuldades para a concessão de novos empréstimos.
Nesse contexto, em 1913, para evitar uma moratória, foram iniciadas negociações para reestruturação da dívida externa, que foram suspensas no dia 27 de junho de 1914.
O Brasil suspendeu o pagamento dos juros da dívida externa devidos a partir de 1º de agosto de 1914.
O segundo funding loan teria um capital nominal máximo de 15 milhões de libras esterlinas e, conforme o primeiro, novos títulos foram emitidos gradualmente, com taxa de juros de 5%, com início de resgate em 1927 e com prazo de amortização de 6 anos.
Também foram suspensas as amortizações de todos os outros empréstimos federais em libras ou francos franceses até 1º de agosto de 1927 e os pagamentos de juros destes empréstimos que vencessem entre 1º de agosto de 1914 e 31 de julho de 1917.

## 1931 - 1943
A a partir de 1925, houve um rápido crescimento do endividamento externo.
A partir de meados de 1928, houve uma piora da situação da balança de pagamentos.
Foram emitidas duas modalidades de títulos, uma com vencimento em 20 anos e outra com vencimento em 40 anos, ambas com taxa de juros de 5% aa.
O total do lançamento estava limitado a cerca de 18 milhões de libras esterlinas para financiar, por três anos, o pagamento dos juros dos empréstimos federais que vencessem a partir de outubro de 1931.
Em 1937, ocorreu uma suspensão dos pagamentos de empréstimos externos, na sequência do golpe de 10 de novembro, que daria início ao Estado Novo.
Em 1943, houve um novo acordo de renegociação da dívida externa, que equacionou o pagamento do serviço da dívida externa contraída até 1931.
Esse novo acordo consolidou toda a dívida externa brasileira, alongando seu prazo por quarenta a sessenta anos e reduzindo principal e juros.
O plano ofereceu aos detentores de títulos duas opções:
- uma que não incluía redução de principal, mas previa uma redução de juros que passariam a ser entre 2,9% a 5,9% do principal anualmente, até 1946, essa opção tinha sido aceita por 22% dos detentores de títulos;
- outra, que incluía uma redução que variava entre em 20% e 50% do principal e de juros de 6,4% do principal, até 1946, essa opção tinha sido aceita por 56% dos detentores de títulos.

Esses novos títulos tinham um prazo fixo, mas um sinking fund (Fundo de Amortização).